# Cybaeus nipponicus
Espèce
Synonymes
- Bansaia nipponica Uyemura, 1938

Cybaeus nipponicus est une espèce d'araignées aranéomorphes de la famille des Cybaeidae.

## Distribution
Cette espèce est endémique du Japon.

## Description
La femelle holotype mesure 9,5 mm.

## Publication originale
- Uyemura, 1938 : Bansaia nipponica, a new genus and new species of Japanese spider. Acta Arachnologica, vol. 3, p. 132-141 (texte intégral) (ja).